# Фендлер, Эдвард
Эдвард Фендлер (нем. Edvard Fendler; 22 января 1902, Лейпциг — 1 июля 1987, Мобил, штат Алабама) — немецко-американский дирижёр еврейского происхождения.
Сын Шимона Фендлера, выходца из Кракова. Окончил в Берлине Консерваторию Штерна, дебютировал как дирижёр в 1927 году, 4 ноября того же года дирижировал Берлинским филармоническим оркестром. В 1930—1933 гг. руководил берлинским Камерно-симфоническим оркестром (нем. Symphonie-Kammerorchester).
С приходом к власти нацистов бежал из Германии во Францию, где, в частности, записал концерты для фагота с оркестром Вольфганга Амадея Моцарта и Франсуа Девьена с фаготистом Фернаном Убраду (1938). После оккупации Франции оказался на вишистской территории и в 1941 г. на корабле «Виннипег» смог уплыть из Марселя на остров Мартиника; этим же пароходом Европу покинули Вильгельм Херцог, Эрих Итор Кан и другие культурные деятели. В то же время сообщается, что в 1940 г. Фендлер уже был в Нью-Йорке и дирижировал приватным концертом на музыкальном вечере у Джорджа Баланчина: в качестве оркестрантов выступили Натан Мильштейн, Самуил Душкин, Леон Барзен, Рая Гарбузова и ещё несколько заметных музыкантов, а исполнена (впервые) была музыка Пауля Хиндемита, ставшая в дальнейшем балетом Баланчина «Четыре темперамента».
В 1942—1944 гг. возглавлял Симфонический оркестр Сьюдад-Трухильо в Доминиканской республике. В 1946 г. дирижировал Нью-Йоркским филармоническим оркестром на концерте популярной музыки в Карнеги-холле. В 1948—1949 гг. возглавлял Национальный симфонический оркестр Коста-Рики. Затем жил и работал в США, с 1952 г. руководил оркестром в Мобиле. В 1957—1970 гг. главный дирижёр Симфонического оркестра Юго-восточного Техаса в Бомонте.
Среди записей Фендлера, осуществлённых, как правило, с камерными оркестрами, собранными непосредственно для студийной работы, — кантата Франсиса Пуленка «Бал-маскарад» (1950, с баритоном Уорреном Галджуром). Под редакцией Фендлера печатались произведения Генри Пёрселла, Йозефа Гайдна, Йозефа Мысливечека и др.